# Nyitrasárfő
Nyitrasárfő (szlovákul Nitrianska Blatnica) község Szlovákiában, a Nyitrai kerület Nagytapolcsányi járásában.

## Fekvése
Nagytapolcsánytól 19 km-re nyugatra fekszik.

## Története
1185-ben „Sarfew” néven említik először, amikor Sztoiszlav nevű birtokosa a zoborhegyi bencés kolostornak adja.
A faluban már a 15. század elején várkastély állott, amelyet 1403-ban Zsigmond a hűtlen Ludányiaktól elkobzott és Skrzinnoi Doninnak adta, aki viszont Stiborici Stibornak adta tovább, aki 1430-ban zálogba adta. Ezután többé nem említik, sorsa ismeretlen.
A falu a 16. században a lévai váruradalom része, az Esterházy és a Solymosi család birtoka. A 17. században a Héderváry és Hunyadi családé. Később a 18. században a Vay, Plathy, Pálffy családoké és a nyitrai püspökségé. A 19. században a Szerdahelyi családé, utolsó birtokosa a báró Leonhard család volt. 1715-ben szőlőhegye és 31 háztartása létezett. Legrégibb ismert pecsétje 1720-ból való. 1787-ben 81 házában 543 lakos élt. 1828-ban 92 háza volt 638 lakossal. Lakói mezőgazdasággal és gyümölcstermesztéssel foglalkoztak. A faluban fűrészüzem is működött.
Vályi András szerint „SÁRFŐ. Sárfia. Tót falu Nyitra Várm., földes Urai Szerdahelyi, és több Uraságok, lakosai katolikusok, fekszik Nagy Ripinyhey 3/4 mértföldnyire; Ispotállya is van; földgyei jók, javai jelesek, fája, szőleje, makkja, legelője van; piatza Bajnán."
Fényes Elek szerint „Sárfő, tót falu Nyitra vgyében, Radoszna mellett. Számlál 611 kath., 46 zsidó lak. Van benne kath. paroch. templom, Synagoga, továbbá egy kastély és kert, tehenészet. Földje termékeny. Szőlőhegye, erdeje s jó legelője van. F. u. Zerdahelyi nemzets. Ut. p. N. Ripény."
A trianoni békeszerződésig Nyitra vármegye Nagytapolcsányi járásához tartozott.

## Népessége
| Év:            | 1994. | 2004.   | 2014.   | 2024.   |
| -------------- | ----- | ------- | ------- | ------- |
| Emberek száma: | 1148  | 1207    | 1230    | 1235    |
| Eltérés:       |       | +5,13 % | +1,90 % | +0,40 % |

| Év:            | 2023. | 2024.  |
| -------------- | ----- | ------ |
| Emberek száma: | 1250  | 1235   |
| Eltérés:       |       | -1,2 % |

1880-ban 735 lakosából 699 szlovák anyanyelvű volt.
1890-ben 854 lakosából 808 szlovák és 4 magyar anyanyelvű volt.
1900-ban 989 lakosából 957 szlovák és 7 magyar anyanyelvű volt.
1910-ben 1167 lakosából 1095 szlovák és 21 magyar anyanyelvű volt.
1921-ben 1150 lakosából 1112 csehszlovák és 4 magyar volt.
1930-ban 1241 lakosából 1200 csehszlovák és 2 magyar volt.
1991-ben 1119 lakosából 1116 szlovák volt.
2001-ben 1149 lakosából 1141 szlovák volt.
2011-ben 1192 lakosából 1127 szlovák és 1 magyar volt.
2021-ben 1232 lakosából 1 (+1) magyar, 1 cigány, 1187 (+2) szlovák, 7 egyéb és 36 ismeretlen nemzetiségű volt.

## Nevezetességei

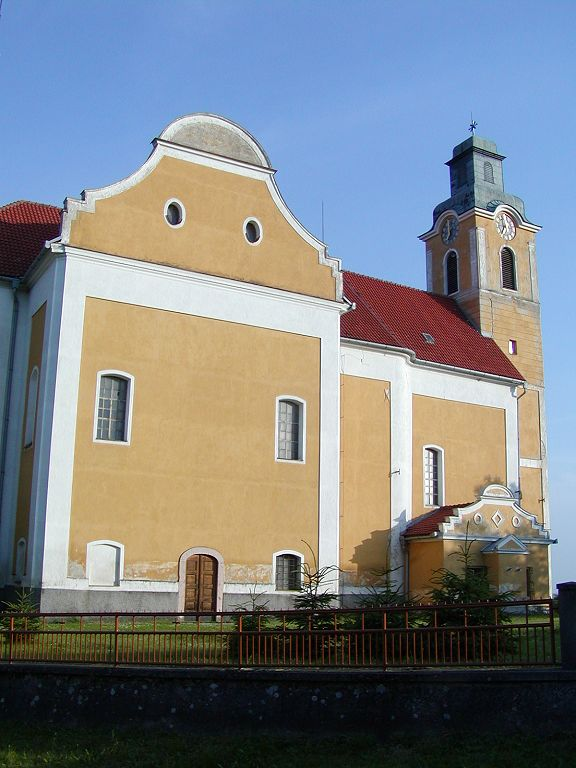

- A Szent Kereszt Felmagasztalása tiszteletére szentelt római katolikus plébániatemploma 1815 és 1820 között épült klasszicista stílusban. 1857-ben tűz pusztította, 1961-ben a tornya dőlt össze. 1970-ben építették újjá korábbi formájában.
- Szent Móric tiszteletére szentelt római katolikus temploma 1559-ben épült gótikus stílusban, torony nélkül. Tornyot csak 1773 és 1776 között építettek hozzá. 1787. november 15-én egy földrengés olyan súlyosan megrongálta, hogy alkalmatlan lett a misézésre.
- A községben áll az 1578-ban épült Szerdahelyi-várkastély épülete. A 18. és 19. században átépítették. Két bástya erősíti a ma gazdasági célokat szolgáló épületet.
- Határában egy óra járásra nyugatra, a hegyek között áll Szent György kápolnája, amely a 10. századból való. Az ősi kegyhelyet egykor remeték őrizték. Népszerű búcsújáróhely.

## Külső hivatkozások
- Községinfó
- Nyitrasárfő Szlovákia térképén
- A plébánia honlapja
- Travelatlas.sk
- E-obce.sk Archiválva 2007. december 15-i dátummal a Wayback Machine-ben